# 麻辣女孩角色列表
本條目是迪士尼動畫影集《麻辣女孩》的角色列表。

## 麻辣女孩與伴
- ／麻辣女孩（Kimberly Ann Possible, Kim Possible）　配音：克里斯緹·卡爾森·羅馬諾(Christy Carlson Romano)、達科塔·芬妮(Dakota Fanning)（幼年）／台灣：林美秀、香港：周恩恩、演員:沙迪·史丹利(Sadie Stanley)

英文常用稱呼包括Kim、Kim Possible和KP。台灣版將Kim稱為金姆，而Kim Possible通常稱為麻辣女孩，作為全名則譯為帕金姆，真人版電影則譯作金姆·霸王花，KP和Kim譯為金姆。
原本只是普通高中生，為了承接一些零星的打工機會架設了個人網站，宣稱無所不能，因緣際會成為打擊犯罪的超級英雄。
容貌端正，身手敏捷，戰鬥能力高強，學業成績亦有相當水準並擔任啦啦隊隊長，是學校裡的風雲人物。由於參加大量活動，即使在打擊犯罪外的生活也相當忙碌。性格要求完美，大多數時候也相信自己沒有辦不到的事。
穿著中空裝是她的特色之一，包括任務裝、啦啦隊服及平時的便服，最常穿的是一件綠色半截背心。在第四季這種服裝出現的頻率降低，並且從《Clothes Minded》開始更換任務裝造型。從原本黑色中空裝半長袖上衣搭配卡其褲換成一般的紫色短袖上衣搭配黑色長褲，手套則保留。睡衣是一件深藍底搭配藍綠色心形的半截背心，第四季只有睡衣造型不曾換過。真人電影中任務造型是黑色短袖上衣，其餘則照搬動畫設定。
從《So the Drama》開始出現戰鬥裝(Battle Suit)，當時還在測試中，放在金姆衣櫥後方的暗櫃中。這套服裝不僅在被破壞壞後能自動修補、按下腰帶按鈕能產生防護罩外，手部能變形接住敵人的能量攻擊並反擲回去。在《Mad Dogs and Aliens》偉德為戰鬥裝增加隱形功能。
在日常生活如果對親近的人有所要求，有時會擺出被稱為「puppy dog pout」的表情而少有人能抗拒。
金姆除了在任務所需的交通工具由偉德幫忙調度，平時出門的交通工具原本是衝不停的摩托車，但是對這種狀況並不滿意。第四季有了自己的汽車，經過雙胞胎弟弟的改裝。在《The Big Job》顯示汽車還缺乏水中行動能力，在《Stop Team Go》已經可以潛水。
獨特慣用語包括「So not the Drama」、「What's the Sitch?」、「Tell me something I don't know.」、「No big.」和「Thanks for the lift.」等。
在《麻辣女孩》之外，金姆曾經在另外兩部迪士尼作品出現過。一部是電視影集《星際寶貝史迪奇》的《Rufus》一集，金姆、衝不停、皮皮和偉德以劇情客串角色出現，接受獨眼霹靂的委託並且必須對抗倉鼠飛輪和杜肯的結盟。另一部是在電視影集《飛哥與小佛》的特殊單元《大家來找碴》的《Lawn Gnome Beach Party of Error!》，金姆穿著新式任務裝的圖片以其中一項錯誤出現在泰瑞與杜芬舒斯衝突現場上空。
真人電影中克里斯緹·羅馬諾客串金姆喜歡的知名歌星帕皮·布魯（Poppy Blu），讓金姆等人搭她便車出任務。
- （Ronald Stoppable, Ron Stoppable）　配音：Will Friedle／台灣：劉傑、香港：陳楚鍵、演員:西恩·賈布羅(Sean Giambrone)

英文一般稱為Ron或Stoppable。台灣版除了在《Bueno Nacho》用過榮恩衝不停的稱呼，其餘一律使用衝不停。真人版電影全名譯作衝不停·慢郎中。
梅爾敦高中學生、猶太教徒、金姆最好的朋友，也是出任務的搭檔，兩人從上幼稚園第一天就認識。他們在從幼稚園回家的路上相遇，衝不停被掉下來的褲子絆倒，金姆抓住他。之後他們共有一個沙盒、玩捉迷藏、要糖果、第一天上高中一起到學校，也包括後來在世界各角落與反派交手。
一個較為笨拙的角色，個性軟弱、膽怯、退縮、容易得意忘形，被歹徒攻擊時只會驚惶失措地逃跑，在同學間不受歡迎，與金姆的完美形象截然不同。因小時候的不愉快經驗（大多來自鬼哭神嚎營）而害怕猴子、蟲、松鼠、機器馬，出任務時還常常掉褲子，通常只在被逼入絕境時才有突出表現；但他即使畏懼仍然陪伴金姆打擊犯罪，因此在《Showdown at the Crooked D》最後得到金姆堂妹喬絲的讚譽並奉為心目中的新英雄。後來席果甚至表明，雖然不知道原因，但讓衝不停作為搭檔是金姆能順利完成任務的重要原因之一。而他怕猴子的毛病也在一連串與猴拳爵士的對決中逐漸改善。
雖然整體表現不如金姆，但他仍具備一些獨到的才藝或技能，例如烹飪（金姆的弱點）、製作幾可亂真的面具並假扮成帕博士騙過杜肯。
除了面對曾經因為不愉快的經驗而恐懼的目標以外，衝不停有愛好嘗試的性格。有時候因此有所收穫，有時候卻惹上麻煩。其中成功的例子就是他在布諾小吃創造的玉米潤餅卷（Naco），在之前他曾試圖結合南瓜（squash）和猶太餡餅（knish）創造squanish。他因為嘗試而惹上麻煩的例子包括嘗試動物園打工時從家裡帶生肉又拿棍子戳獅子，還有校外教學無視警告一定要鑽進他以為是盔甲的牢籠。
衝不停與金姆在第三季《So the Drama》的結尾成為情侶，並在第四季持續保持戀愛關係。
最初沒參加任何社團活動，後來在第一季《Attack of the Killer Bebes》裡加入啦啦隊扮演吉祥物。第四季《Ill Suited》因為誤會金姆相信邦妮說啦啦隊員要和足球隊員約會的言論改加入美式足球隊，並靠偷穿金姆的戰鬥裝成為四分衛；被發現後被取消資格但因為同時創造了最佳短跑紀錄而改任跑鋒。
自己的交通工具是一輛摩托車，前方有大無畏雪貂的圖案和泡泡喇叭，行駛速度非常慢。在金姆有了自己的汽車以後，衝不停和金姆一起出門時的交通工具就是金姆的汽車。
獨特慣用語包括「Wow-chow!」、「Bon diggity.」、「Fantabulous.」、「It's all gravy, baby.」和「Badical!」等。
- 皮皮（Rufus）　配音：南希·卡特賴特／台灣：謝佼娟、香港：高可慧

衝不停的寵物，是一隻裸鼴鼠，會修理各種機器。衝不停將他隨身攜帶在長褲側邊的口袋裡，也會隨衝不停一同出任務。在金姆和衝不停陷入危機時，常常成為反敗為勝的關鍵。
- 偉德（Wade Load）　配音：Tahj Mowry、麥可·克拉克·鄧肯（成年）、演員:艾薩克·布朗（Isaac Brown）、台灣：馮嘉德、香港：陳志強

年僅10歲便修完大學課程的天才兒童。管理金姆的網站，通知她需要出任務的狀況並給予支援，也幫她製作出任務的用具。足不出戶，僅靠電腦網路或自製通訊器與金姆互動。金姆和衝不停有幾次以為可以和他本人見面，但是最後出現的是通訊機器人或電腦。在第二季《A Sitch in Time》金姆和衝不停因時空旅行遇到未來的偉德，到第三季《Team Impossible》金姆和衝不停才首度遇到現在的偉德。
偉德在第四季《The Cupid Effect》情人節前往香蕉俱樂部拜訪金姆和衝不停，看到莫妮卡時迷上她，並且在衝不停的「建議」下做了愛情射線對莫妮卡使用。這件事引起莫妮卡的憤怒，也在無意間引發父子檔另一套陰謀。事件結束後偉德認錯，隨後迷上另一個女孩奧莉薇雅，但是最後因發現奧莉薇雅對他做同樣的事而感到害怕。

## 反派

### 主要反派
- 怪博士杜肯（Doctor Drakken）　配音：John DiMaggio／台灣：李香生、香港：高翰文、演員:陶德·史塔希維克（Todd Stashwick）

藍皮膚、身穿藍色長袍，本作登場次數最多反派。金姆頭號敵人，一心想要征服世界以證明自己是個天才的瘋狂科學家，但並非如名號所表示的是個博士。個人基地建在高山，外出行動則習慣駕駛飛行車。犯罪行為常是巧取豪奪科學機構或科學家的發明，或是綁架科學家為他工作；有時候也自己發明需要的器械，但測試時常常失靈，連同他粗糙的邪惡計畫常遭席果冷嘲熱諷。在每次惡行被金姆粉碎後，常以基地爆炸收場。擁有一批穿紅色制服的嘍囉，和杜肯一樣笨拙。
本名Drew Theodore P. Lipsky，就讀大學時與金姆父親是同學，綽號「老竹」。當時他為參加舞會發明了舞伴機器人「寶貝」但不成功而被同學訕笑，從此輟學並成為壞蛋。
- 席果（Shego）　配音：Nicole Sullivan／台灣：鄭仁君、香港：彭秀慧、演員:泰勒·奧爾特加（Taylor Ortega）

杜肯跟班，冷豔女惡徒，被11個國家通緝。淡綠皮膚，穿著綠、黑雙色不對稱的連身衣褲。武功高強，性好逞兇鬥狠，主要的工作是代替毫無戰鬥能力的杜肯與人打鬥，常與金姆殺得難分難解。雖然是杜肯手下，但比杜肯兇悍得多。
席果與她的兄弟小時候被一顆神祕的彩色隕石擊中，從此每個人都得到了一項不同的超能力，席果能力是雙手發出綠光，能燃燒或腐蝕物品，也能投擲攻擊。他們組成正義英雄部隊高隊，但席果在打擊犯罪過程中越來越喜歡邪惡，最後脫離隊伍改當壞蛋。
- 猴拳爵士（Monkey Fist）　配音：Tom Kane／台灣：于正昌

一名對猴子相當著迷的英國貴族，修習猴拳並透過基因艾咪將自己的手腳改造成與猴子一樣，動作也像猴子。致力於追尋各種與猿猴或猩猩有關的古代文明或宗教信仰流傳下來的神祕力量。擁有一批會功夫、穿忍者裝的猴子手下「忍者猴」。
初登場時自稱冒險家蒙提菲斯克（Monty Fiske），委託金姆幫助他找到一尊玉猴像好送到博物館，之後將玉猴像奪走，完成儀式照射玉猴發出的「靈猴之光」得到猴之力。當時衝不停和皮皮也接受了靈猴之光的照射，從此成為宿敵，衝不停也與對抗猴拳爵士的山內高中成為盟友。
他在第四季《Big Bother》困住金姆和尤利，衝不停也動不了他，但被漢娜神奇地輕鬆舉起並摔出去；在後來的《Oh No! Yono!》召喚毀滅者與野（Yono）並簽下契約，用得到的力量和忍者猴、與野一起把山內高中打得潰不成軍，但最後仍敗在漢娜手下，根據契約被與野的力量反噬，化為石像沉入地底。
在《Graduation, Part 2》的片尾畫面裡眾多反派角色聚會的場合上，也出現了石化的猴拳爵士且被放在基因艾咪面前。是唯一有明確的「結局」或者說「下場」的壞蛋。
- 火爆凱利根（Duff Killigan）[11]　配音：Brian George／台灣：康殿宏

蘇格蘭人打扮，以高爾夫球桿及會爆炸的高爾夫球為武器，自稱世上最危險高爾夫球手。脾氣暴躁，被全世界所有的高爾夫球場列為拒絕往來戶。首次登場時欲使用超級成長肥料把全世界都變成高爾夫球場，之後的犯罪行為多是偷搶值錢的物品。
- 辛辣老芋頭（Señor Senior, Sr.）　配音：Ricardo Montalban、Earl Boen／台灣：康殿宏

一名歐洲億萬富翁，世界五大首富之一，與兒子嗆辣小蕃薯居住在一座私有小島上。原本是只個無所事事的退休老人家，因取用過多電力造成歐洲大停電引來金姆和衝不停的調查，在衝不停無心的「啟發」後開始學習當壞蛋。
- 嗆辣小蕃薯（Señor Senior, Jr.）　配音：Nestor Carbonell／台灣：于正昌

辛辣老芋頭的兒子。典型的紈袴子弟，只在意享樂、追隨流行時尚，希望成為明星，一開始對他老爸的邪惡計畫沒興趣，只是被動地配合，後來經常為了滿足自己的私慾而犯罪。
- 瘋狂博士[12]（Professor Dementor）[13]　配音/演員：帕頓·奧斯瓦爾特(Patton Oswalt)

身穿紅衣頭戴黑色蒙面頭盔，與怪博士杜肯一樣是個想征服世界的瘋狂科學家，彼此是敵對關係，兩人常搶奪相同的東西，或是杜肯偷取他的發明，但他比杜肯更精明更有本事。擁有一批穿灰色制服的嘍囉。
在第四季裡，瘋狂博士被穿著新式戰鬥裝的金姆擊敗後，便處心積慮地設法奪取。
真人電影中於片頭登場，同樣由配音員本人飾演此角。
- 基因艾咪（DNAmy）　配音：Melissa McCarthy

本名艾咪哈爾，初登場於第一季《Downhill》。對基因改造有相當的專業與狂熱。為了她喜歡的玩偶「抱抱兄弟」，她用基因重組技術創造活生生的版本當收藏。在第二季《Partner》揭露猴拳爵士的手腳也來自她的基因改造，以及她迷上猴拳爵士。在第三季《Gorilla Fist》登場的時候甚至把自己換上猩猩的手腳，並且緊追猴拳爵士讓猴拳爵士找地方躲藏。
- 車神艾迪（Motor Ed）　配音：John DiMaggio

汽車與機械方面的天才，對於改裝車輛有相當的技術並且對極限行駛狂熱。本名Edward Lipsky，原本在政府單位的實驗室工作，因堅持蓄長髮與鬍鬚，無法配合儀容規定而離開。此後為了實現極速駕駛，進行竊取各種設備的犯罪活動。個性豪邁粗獷，喜歡泡妞、玩空氣吉他，口頭禪是「我說真的」（seriously）。因金姆的髮色而稱她為「小紅」（Red），金姆也回稱他「松鼠頭」。
初登場於第二季《Motor Ed》，金姆為了誘捕他詐稱擁有渦輪動力引擎，並在乘坐高科技輪椅的菲力克協助下成功。在第三季《Steal Wheels》揭露是怪博士杜肯的表親，被不知道杜肯是壞蛋的杜肯母親帶去找杜肯，希望能得到杜肯「好的影響」；艾迪在杜肯基地裡初次見到席果並迷上她，接著和杜肯為了得到改造「末日號」的高科技一起奪取菲力克的高科技輪椅，最後與杜肯被警察押走時被杜肯的母親責怪帶壞杜肯。第四季《Car Alarm》劫獄救出席果，並且在以極速狂飆於公路上時產生震波破壞沿路的東西；後來席果發現她只是被艾迪作為飆車時陪伴在側的性感辣妹「配件」，氣憤地將他撲倒下車，兩人墜落橋下跌入河中。
- 凱米莉李昂（Camille Léon）　配音：

隨時被狗仔隊跟拍的社交名媛，接受了波福斯醫生進行仍在實驗階段的奈米化妝術而擁有變化容貌的能力。由於失去財產繼承權，遂使用該能力偽裝成許多名人偷竊值錢物品。她養了一隻無毛貓新秀（Show），對皮皮相當有興趣。
在第四季《Trading Faces》初登場，她變化成布麗蒂娜、MC甜心、小星等藝人的模樣行竊，造成她們蒙冤入獄。被追捕時亦變化容貌躲避，最後金姆靠新秀的反應順利辨識並逮捕她。
在《Fashion Victim》偽裝成警衛成功逃獄，再偽裝成金姆偷走香蕉俱樂部機密的服裝設計圖，一方面陷害金姆，一方面拿設計圖與時尚黨交易。最後由時尚警察靠著莫妮卡認出偽裝成金姆的凱米莉逮捕她。
在《Chasing Rufus》假扮希臘船王的女兒，被金姆和衝不停追緝，意外造成皮皮和新秀落單。當金姆和衝不停發現千辛萬苦找到的是新秀而非皮皮，隨後從凱米莉的叫聲判斷皮皮的位置。

### 次要反派
- 寶貝機器人（The Bebes）　配音：Kerri Kenney

登場於第一季《Attack of the Killer Bebes》，原本是杜肯在大學時製造的舞伴機器人，後來賦予高度人工智慧及戰鬥能力成為殺手機器人。以組的編制行動，具備相當高的移動速度，和杜肯的手下或武器比較，是少數有相當威脅性的角色之一。但是它們在人工智慧下判斷脫離杜肯的指揮，後來帕博士找到打敗它們的方法。
在第二季《Queen Bebe》以獨立反派的身份再次出現。行動速度更快，而且要建立一個類似蜂巢的龐大群體。除了取得汀娜娃娃的生產設備提高複製自己的產能，還抓走邦妮當「女王」。最後因為生產線被破壞而戰敗。
- 路克（Frugal Lucre）[14]　配音：Richard Kind

在第一季《Low Budget》首度登場，自稱廉價教主。要求全世界每人給他一美元或等值貨幣，否則摧毀網路。金姆和衝不停後來查出他的身分，並阻止他的計劃。
第四季大部分時間待在監獄裡面，與杜肯同牢房，閒話非常多，喋喋不休讓杜肯受不了；杜肯被劫走後換成與廢話更多的艾迪同住讓他嘗到相同的滋味。到了《The Mentor Of Our Discontent》因為服刑期滿出獄並拜訪杜肯，杜肯不想見他，席果以惡作劇心態讓兩人見面；後來他提出控制史馬帝超市倉儲機器人的計劃，讓杜肯願意與他合作。
- 吉爾（Gil Moss）　配音：Justin Berfield

初登場於第一季《Sink or Swim》。過去在鬼哭神嚎營參加夏令營活動時把自己的手工藝課與衝不停的游泳課互換，在受化學汙染的鬼哭神嚎湖裡游泳太久而突變成像魚的變種人。他宣稱自己改名叫「Gill」，字尾加一個「l」把最後一個音拉長以表示自己身上多長了東西。，認為自己會變成怪物是衝不停害的，在衝不停與啦啦隊到鬼哭神嚎營參加活動時向他報復，金姆、巴金老師和啦啦隊員都被他吐出的黏液困住，剩下衝不停與皮皮獨力對抗吉爾並成功制服他，送交生物科技研究機構治療。
第二季《Return to Wannaweep》衝不停與啦啦隊再次來到改名為開懷大笑營的鬼哭神嚎營參加啦啦隊比賽，已經恢復正常的吉爾因擔任他的學校啦啦隊的吉祥物也回到這裡，大家都相信他已經完全復原，唯有衝不停不信任他。衝不停跟蹤吉爾，看到他利用殘餘的一窪毒湖水讓自己再度異變，又用黏液困住眾人，宣稱自己依然想報仇而且懷念以前的力量。再次面臨絕境的衝不停自己也跳入毒湖水裡變成一隻大海狸與吉爾搏鬥，最後與脫困的金姆、邦妮、巴金老師合作捉住吉爾，吉爾再次被送回生技機構，而且被處罰一星期不准看電視。
- 漢克柏金斯（Hank Perkins）　配音：Rob Paulsen

會尋找反派角色合作的青年。在《Sick Day》原本與凱利根合作的杜肯病倒，凱利根接下整個計劃後另外找助手，而他找上凱利根。後來被吉姆和提姆合作抓到。
在第四季《Odds Man In》成為杜肯的助手，幫助杜肯進行組織改造。但是席果對他帶來的改變感到不習慣與不滿。
- 艾瑞克（Eric）　配音：Ricky Ullman

登場於《So the Drama》，以新同學的身份出現。他的出現快速吸引了金姆，讓金姆答應當他的舞伴。但是他的真實身份是怪博士杜肯的化學怪人901號，透過假綁架抓到金姆。最後因為被皮皮咬破而消滅。
- 瓦蒙嘉（Warmonga）　配音：Kerri Kenney

初登場於第四季《Mad Dogs and Aliens》。有綠皮膚的洛華迪恩星人，賈歌斯十三個月亮的征服者。身材高大、直接戰鬥能力強，還攜帶外星高科技。
在第四季《Mad Dogs and Aliens》因為相信杜肯是預言中的領袖「藍大人」，將杜肯救出監獄並聽命於他。她和金姆交手時大佔上風，但是席果出手阻止她除掉金姆。最後吉姆和提姆假裝「真的藍大人」，讓她離開地球。
在《Graduation》二度登場，和華克再次來到地球，綁架了金姆和杜肯，隨後和華克的部隊攻打地球。最後被發動猴之力的衝不停打敗。
- 華克（Warhok）　配音：朗·普爾曼

登場於《Graduation》，與瓦蒙嘉一起來到地球，綁架杜肯和金姆，並率領外星部隊攻打地球。最後被發動猴之力的衝不停打敗。

### 其他反派
- 辣妹琳恩（Adrena Lynn）[16]　配音：Rachel Dratch／台灣：鄭仁君

登場於第一季《All the News》。電視節目主持人，經常表演危險鏡頭，實際上都是造假。真相被揭穿後，計劃報復金姆和衝不停。
- 騎士（Knights of Rodeghan）

登場於第一季《Royal Pain》，兩人組合，來自某歐洲小國「Rodeghan」，想要根據「王室終結」的預言刺殺該國的瓦利王子。穿著、使用中世紀騎士的鎧甲與兵器，看似古老，其實會發出雷射攻擊，另外還有衛星雷射。他們也有自己的網站。
- 雙子星（Gemini）　配音：Maurice LaMarche

初登場於第二季《The Ron Factor》，左眼戴眼罩，有一隻無毛狗。統領組織世界邪惡帝國，與全球正義組織敵對。但他與得冠軍博士是雙胞胎，本名雪頓（Sheldon Director），有穿紫色制服的嘍囉。在得知全球正義組織要研究「衝不停因素」以後，決定不能讓他們捷足先登。
在第四季《Grande Size Me》是與傑克漢許交易的眾多反派之一。在傑克漢許懸賞奪回分子轉換器以後，試圖攔截要和全球正義組織接觸的金姆。
- 胡狼傑克（Jackie the Jackal）　配音：佛萊德·威拉特

本名傑克歐克（Jackie Oaks），全球摔角協會（GWA）的創立者與主席，登場於《Pain King vs. Cleopatra》。他偷走博物館的胡狼護身符，透過古代儀式召喚胡狼神的力量變身為胡狼頭人身，有巨力以及從眼睛發射破壞光束的能力。
- 毒雪人（Snowy）　配音：Phil Morris

出現於第二季《Day of the Snowmen》，用桑莫蓋爾製造出的毒雪堆成的雪人，自行產生了邪惡的意識並攻擊人群，同時自己堆出更多的雪人以擴大陣容。
- 鬼魔王　配音：Martin Spanjers

出現在第二季《Virtu-Ron》的線上遊戲「永生王國」的玩家角色。麥肯（Malcolm）用這個身分進行遊戲，在角色強大以後宰制其他玩家而破壞樂趣。玩家之間流傳只有傳說中的唐諾王才能阻止鬼魔王的暴行。在衝不停和西塔因為虛擬實境科技被困在遊戲世界後，鬼魔王對他們的威脅進一步成為真實。
- 邪惡臭鼬（White Stripe）　配音：John C. McGinley

在第二季《The Fearless Ferret》出現，本名魯道夫法蘭斯諾。邪惡臭鼬是超級英雄影集《大無畏雪貂》當中的反派角色，法蘭斯諾為其演員，他在影集停播後將現實與虛構混淆，以為自己真的是邪惡臭鼬，在看到衝不停「接班」提默西諾許擔任的大無畏雪貂後「重出江湖」，並計畫在城市雪貂聯合嘉年華施放毒氣，最後被衝不停粉碎，清醒過來回到現實。
- 飛禽之王（Aviarius）　配音：Richard Steven Horvitz

衝衝隊的宿敵之一，登場於第二季《Go Team Go》。除了本身的服裝以鳥類造型，還有各種機器鳥當武器。基地與衝衝隊的基地相距不遠，也可以直接和衝衝隊通訊對話。成功奪取了衝衝隊與席果的超能力，最後又被奪回。
- 征服者索波克斯（Zorpox The Conqueror）

原本是漫畫中的反派，金姆與衝不停在第三季《Bad Boy》喬裝成壞人潛入年度壞蛋大會，衝不停扮成索波克斯，在會場中意外被態度轉換器與杜肯善惡對調。變邪惡的衝不停成功制服乖戾的表弟尚恩，席果發現衝不停邪惡更勝原本的杜肯，便拋下杜肯把衝不停捉回基地，衝不停成功地運用杜肯的邪惡裝置並極致發揮，還讓席果傷不了他只得乖乖稱臣。最後在金姆與善良杜肯的合作下恢復原狀。
- 賈斯特雅斯皮（Chester Yapsby）　配音：Stephen Root

出現在第三季《Roachie》，阿卡利教授的前助手，偷走阿卡利教授發明的刺激昆蟲外骨骼生長的音波脈衝器「羅夫球」創造出超大蟑螂軍團欲征服世界。
- 時尚黨（The Fashionistas）

初登場於第四季《Fashion Victim》，包含艾絲芮兒、胡蒂和奇諾三名成員。和凱米莉合作，利用凱米莉偷來的時尚服飾和設計圖製造大量仿冒品賺錢。在《Clothes Minded》出現在監獄時想要利用設計服裝換取一些優惠，包括在金姆為了新任務造型找上他們的時候。
- 黑眼圈布朗（Black-eye Brown）

在《Cap'n Drakken》梅爾敦高中的學生們到神秘灣海港天堂體驗過去的生活時，由法蘭克福巴金（史提夫巴金的父親）提到惡名昭彰的海盜船長。他和手下的靈魂被封在箱子裡，杜肯在和席果到這裡時打開箱子造成他的鬼魂附身杜肯並召喚手下與海盜船。被金姆擊敗後再度被封印回箱子裡並沉到海底。
- 數學怪（The Mathter）　配音：Brian Stepanek

衝衝隊的敵人之一，出現在《Mathter and Fervent》。一開始出現使用外形如數學符號的投擲武器。將衝不停在網路上的訊息全部刪除，如同衝不停不曾存在過。後來更改寫衝不停本身的結構，將衝不停變成反物質小子。大家和衝不停一起找上數學怪的基地，卻沒有人能夠對付在實驗集合能量複製室使用永恆圓球的數學怪，直到衝不停的精算師父親出手。
- 電子人（Electronique）　配音：Kari Wahlgren

衝衝隊的敵人之一，豎起的頭髮帶電光，也可以從手發射藍色光束。出現在《Stop Team Go》。她把衝衝隊和席果引到同一個地方，要用態度轉換器把大家都變邪惡好加入她的陣營，但她不知道席果已經改當壞蛋，結果讓席果變成好人。被擊敗後被逮捕押上囚車時仍不斷放話恐嚇，最後被衝不停用態度轉換器變善良。
- 麥朗

瘋狂博士的手下，登場於第四季《Larry's Birthday》。他和瘋狂博士的妹妹結婚，但是瘋狂博士不喜歡他。瘋狂博士要他去俘虜金姆的跟班，但是瘋狂博士交辦時忘了衝不停的名字，而且也沒有照片，只說看起來配不上金姆。由於他看到拉瑞和金姆在一起，就俘虜了拉瑞。瘋狂博士對他不滿的時候，會說「餡餅工廠」警告他。
- 梅奶媽（Nanny Nane）　配音：Jane Carr

登場於第四季《Nursery Crimes》，原本是英國夏漢姆村的奶媽學校校長。因為時代的改變，嚴格的奶媽不再受歡迎，奶媽學校被迫關閉。她因此策劃大量的嬰兒綁架案為報復，甚至把成年人轉變成嬰兒，要組織自己的嬰兒大軍。

### 反派的支援者
- 大老爹教父（"Big Daddy" Brotherson）　配音：Maurice LaMarche

掌握包含黑市交易在內大量情報的角色，喜歡在交易情報時玩無聊遊戲。在第一季《Number One》威力球對他交涉失敗後，金姆從他問出超級成長肥料的流向。
第三季《So the Drama》杜肯去找他交易時不肯聽席果的說明，因為不了解他的交易習慣而吃虧。後來從他得知關於高科技人工智慧的火神計劃。
- 傑克漢許（Jack Hench）　配音：佛萊德·威拉特

漢許公司（Hench Co）的老闆，提供各式高科技產品，主要交易對象是反派角色。在第一季《Ron the Man》登場和金姆接觸時，金姆已經知道他事業的性質。經過考慮後，金姆還是決定為他找回被搶走的裝備。第三季《Bad Boy》推出的產品態度轉換器被杜肯用空頭支票騙去。
在第四季《Grande Size Me》在展示會介紹分子轉換器給前來的眾反派，金姆為了防止強大科技落入反派手中而和衝不停前往搶奪。

## 任務同盟

### 全球正義組織
全球正義組織（Global Justice）是一個以調查和阻止犯罪活動為目的的組織。除了有受過專業訓練的探員，還有科學家研究致勝的因素。金姆的表現受到組織的觀察，在第一季《Number One》首度找金姆合作，並且在第二季《The Ron Factor》研究金姆如何成功。在第三季《Rappin' Drakken》、第四季《Grande Size Me》也和金姆合作過。
- 得冠軍博士（Dr. Betty Director）　配音：

全球正義組織的領袖，右眼戴眼罩，在第一季《Number One》初登場。為了調查火箭專家失蹤，她指定金姆與組織內的探員威力球合作。在第二季《The Ron Factor》為了了解「衝不停因素」如何運作，她自己也跟在衝不停身邊觀察甚至模仿衝不停的生活方式。
- 威力球（Will Du）　配音：黃榮亮／台灣：于正昌

全球正義組織受過專業訓練的探員，在《Number One》被安排與金姆等人合作。在搭檔過程中，經常以自己的專業身份而自傲，但是和衝不停對話時會因為衝不停的話語而不知如何回答。即使金姆充分展現自己的實力，最多將金姆視為好助手而無視金姆主導任務的事實。

### 山內高中
- 校長（Master Sensei）　配音：喬治·竹井

山內高中的校長，除了功夫高強外，還擁有漂浮在半空中以及隔空顯像的能力。登場於第二季《Exchange》，以交換學生的方式讓擁有猴之力的衝不停來到山內高中聯手抵抗猴拳爵士，從此成為盟友。在後來的集數裡衝不停前往山內高中時經常遇到大多數師生都不在的狀況，與他碰頭的除了尤利就是校長。在第四季《Graduation, Part 1》衝不停對畢業後的未來感到彷徨無助時，校長隔空顯像在他面前並開導他。
- 尤利[20]（Yori）　配音：安慶名惠子

山內高中的學生，擁有靈活的身手與功夫。她對衝不停有好感，稱他為「衝不停さん」，常常將他說的話解釋為「美式幽默」。
登場於第二季《Exchange》，負責接待以交換學生的身分來到山內高中的衝不停。在衝不停拒絕對抗猴拳爵士後獨力執行任務而被俘虜，才讓衝不停改變主意前往救援並成功發動猴之力擊敗猴拳爵士。她成為衝不停在山內高中的搭檔，但是要求衝不停對忍者學校的事要保密。
第三季《Gorilla Fist》校長失蹤，她以夜行衣裝束到衝不停家請求幫忙。隔天她以日本女高中生常見裝扮直接到學校找衝不停，引起金姆的注意。接著她與衝不停搜尋校長，金姆一路追蹤，才得知衝不停與山內高中的關係。尤利在任務結束離開後，衝不停終於猜出尤利喜歡他，金姆說衝不停不了解女孩子。
第四季《Big Bother》為了阻止猴拳爵士，她和金姆、衝不停一起出任務。當時金姆和衝不停已經在交往，但是她得知時反應相當平靜。在《Oh No! Yono!》衝不停得知要漢娜面對黑暗勢力而自己什麼都不能做時感到懊惱，她和金姆一起鼓勵衝不停。

### 衝衝隊
衝衝隊（Team Go）是一個打擊犯罪的超級英雄團體，主要活動地點在衝衝市。成員彼此是手足，包含曾經是其中一員的席果。他們小時候因為一顆神祕的彩色隕石造成彼此擁有不同的超能力。在組織運作的過程中，成員們常常無法集中注意力，原本是靠席果讓他們專心，但是席果後來因為在打擊犯罪過程中被邪惡吸引，最後脫離衝衝隊投身邪惡的行列。
- 柒果（Hego）　配音：克里斯托弗·麦克唐纳

五兄弟姐妹的大哥，衝衝隊隊長，在第二季《Go Team Go》初登場。平時身份是一家位於衝衝市布諾小吃旗艦店的店長。代表色是藍色，超能力是巨力。
- 梅果（Mego）　配音：Jere Burns

五兄弟姐妹的二哥，在第二季《Go Team Go》初登場。代表色是紫色，超能力是縮小身體。
- 威果雙胞胎[22]（The Wego twins）　配音：Fred Savage

五兄弟姐妹的雙胞胎，在第二季《Go Team Go》初登場。代表色是紅色，超能力是分身。
- 席果

見主要反派。

### 其他
- 提默西諾許（Timothy North）　配音：亞當·韋斯特

登場於第二季《The Fearless Ferret》。虛構超級英雄「大無畏雪貂」的演員，該影集播出兩季後停播，諾許在自宅地下打造了大無畏雪貂的祕密基地，年老後將現實與虛構混淆，以為自己真的是超級英雄。衝不停擔任醫院志工時訪視諾許，意外發現祕密基地，成為新一代的大無畏雪貂，代替諾許對抗宿敵邪惡臭鼬。

## 其他任務關係人
- 布麗蒂娜（Britina）　配音：Tara Strong

一名青少女偶像歌手，同時經營自己的雜誌和人偶生意。金姆的朋友，也是提供她出任務交通載送的合作伙伴。第二季《Queen Bebe》裡寶貝機器人用了她生產人偶的設備大量製造自己。第四季《Trading Faces》被凱米莉李昂冤枉入獄。
- MC甜心[24]（M.C. Honey）　配音：Sherri Shepherd

一名饒舌歌手，金姆的朋友，也是提供她出任務交通載送的合作伙伴。在第三季《Rappin' Drakken》杜肯想用流行歌推銷自己的洗腦洗髮精而去找她談合作，但不成功；事後被席果責怪不懂得順便幫忙要簽名。第四季《Trading Faces》被凱米莉李昂冤枉入獄。
- 男孩樂團（Oh Boyz）

登場於第二季《Oh Boyz》的樂團，一開始受到金姆的女孩的瘋狂著迷，但短短一個星期後迅速過氣，直到被辛辣老芋頭綁架再次聲名大噪。有四名成員，各自被宣傳一項特色，分別是最帥的羅比、最年輕的萊恩、最聰明的德克斯特和最幽默的尼基尼克。發行的歌曲有Hello, Hello, Hello、枯萎薔薇（I Want It My Way）和釋放熱情（Quit Playin' Games With My Head）等。
- 桑莫蓋爾（Summer Gale）　配音：Hallie Todd

出現於第二季《Day of the Snowmen》，一名因年齡漸長而播報機會越來越少的新聞主播，為了增加自己的播報機會使用天氣製造機製造出大雪，卻因為取用的是鬼哭神嚎湖的有毒湖水，形成了大批攻擊人群的邪惡毒雪人。
- 猛男三人組（Team Impossible）

登場於第三季《Team Impossible》，一個收取費用為人解決問題、急難救助的三人組合，自稱世界首屈一指的救難專家。極速戴蒙（Dash Damon）負責監視與指揮，通七國語言，也是極地生存專家。勇猛克斯敦（Crash Cranston）負責運輸和高科技，精通急救治療。烈焰柏曼（Burn Burnmen）是政府認證的會計師。制服上有縮寫「TI」，還有讓衝不停很在意的主題曲。他們宣稱金姆的第一個任務原本是他們的，但是委託人派斯理把他們的網址www.impossible.com打錯成www.kimpossible.com而聯絡上金姆，從此以後大家有難都向金姆求救造成他們的生意一落千丈，於是現身要求金姆停止拯救世界的行動，並將載送金姆前往任務地點的合作伙伴們請去度假，藉此搶走金姆的任務。後來偉德追蹤他們的位置時被發現，他們反制破壞偉德的電腦，被激怒的偉德親自前往他們的基地並以金姆第一件任務面臨的難題考驗他們，束手無策的三人承認這件任務是屬於金姆的，不再與金姆作對也答應不再收費。最後他們在金姆提議下加入全球正義組織。其中擁有會計師資格的烈焰柏曼到了金姆家幫助正為報稅苦惱的帕博士。
- 馬丁史馬帝（Martin Smarty）　配音：J.K. Simmons

史馬帝超市的創辦人，衝不停的偶像，十歲就推舊推車賣爆米花。世界五大首富之一，與另外四大首富辛辣老芋頭、冷凍零食之王波特老爹、軟體界富豪歐林多爾和白天電視節目的第一夫人寶拉潘朵帝是牌友。五人在第四季《The Big Job》老芋頭生日當天在老芋頭家打牌，嗆辣小蕃薯與席果合作進行完美犯罪行動當做送給老芋頭的生日禮物，最後決定趁五大首富都在他家裡打牌時假裝綁架了他們並勒索贖金。金姆與衝不停前往「救」了他，他十分賞識衝不停並讓他進入史馬帝超市寵物部門打工。
- 可可香蕉（Coco Banana）　配音：Phill Lewis

時裝設計師，初登場於第四季《Trading Faces》，當時身邊帶一個人代替他展現情緒。他將最新的時裝設計帶到香蕉俱樂部，只有限定的人員能看，不久被凱米莉偷走。設計被找回來後，他又改變了設計構想。在《Homecoming Upset》金姆等人要出任務時借搭他的飛機，當時同行的邦妮為自己的處境對他大吐苦水，他邊聽邊哭。
- 瑞奇（Ricky Rotiffle）　配音：Donald Faison

出現在第四季《Homecoming Upset》的部落客，被稱為網路零食高手，也是大型資料消化器（MDD）的設計者。一開始被凱利根綁架，由金姆和衝不停救出。沒多久又失蹤，金姆和衝不停等人出發尋找發現他和小蕃薯在一起。他們以為他被綁架而進行救援，最後才知道他是受到小蕃薯雇用在網路上幫忙尋找可配對的對象。

## 家庭成員

### 金姆家
- 帕博士（Dr. James Timothy Possible）　配音：Gary Cole／台灣：康殿宏、香港：葉振聲

金姆父親，火箭科學家。
- 帕醫生[25]（Dr. Ann Possible）　配音：Jean Smart／台灣：瑰瑾、香港：譚錦萌、演員:艾莉森·漢尼根（Alyson Hannigan）

金姆母親，腦科醫生。有時候對金姆有所要求也會擺出「puppy dog pout」，金姆在劇情中從來沒能抵抗。如果金姆在她的上班時間找她，劇情中總是遇到她在動手術。
真人電影中片尾偕同金姆和衝不停進行最終決戰。
- 吉姆和提姆（Jim and Tim Possible）　配音：Shaun Fleming（第1到3季）、Spencer Fox（第4季）、Freddie Prinze Jr.（成年）

金姆弟弟，是一對雙胞胎。金姆稱他們為「tweebs」十分頑皮也十分聰明的孩子，總是一起行動，講話如相聲般一搭一唱。擅長組裝各式各樣的機械，常常擅自拿家中的電器用品或金姆的東西去組裝自己想要的機械，也常因此招徠父母的告誡。金姆在第四季《Car Alarm》的汽車也是他們改裝的。他們也會偷看金姆的日記。在金姆和衝不停交往以前，他們聽到男生的名字就會拿金姆開玩笑。
他們在第四季《Trading Faces》跳級進入梅爾敦高中。金姆在第四季《Clothes Minded》要更換任務裝造型的時候，他們也嘗試設計，但是使用結果並不成功。在《Mad Dogs and Aliens》衝不停因為同時要擔任球員而卸下吉祥物的工作，這對雙胞胎成為新的吉祥物。一開始衝不停相當不樂見他們的「可愛小狗」取代原本的「梅爾敦瘋狗」，後來他們新風格受到歡迎，包括衝不停在內也承認他們的創意。
- 拉瑞（Larry）[29]　配音：Brian Posehn

金姆親戚，喜歡電玩、機器人和角色扮演。金姆並不喜歡和他相處，因為和他之間幾乎沒有話題可以聊。但是當他到金姆家，金姆仍然會努力做自己被要求的事。衝不停和他之間則興趣相近。
在第一季《Monkey Fist Strikes》初登場，金姆對衝不停敘述關於自己不願意見拉瑞。受困猴拳爵士的宅邸時，衝不停按照拉瑞類似電玩攻略的提示取得猴之力並擊敗猴拳爵士。在第二季《Grudge Match》金姆和衝不停要到「機器人震撼」比賽會場調查機器人失蹤事件，由那裡的常客拉瑞帶他們進去。第三季《Steal Wheels》金姆因為衝不停取消週五例行計畫而打電話到處找人陪她消磨時間，連金姆不願意找的拉瑞都接到電話。第四季《Homecoming Upset》曾經出現在邦妮的新男友甄選會。在《Larry's Birthday》拉瑞要在金姆家過生日，金姆要在大家準備時負責帶拉瑞在外面逛。意外被瘋狂博士的手下麥朗帶走時以為那些都是角色扮演並按照「劇情」帶瘋狂博士和那些手下們去找金姆的新式戰鬥裝，並在「劇情高潮」時聽到衝不停的暗號反過來擊敗瘋狂博士。
- 奶奶（Nana）　配音：Debbie Reynolds／台灣：鄭仁君

金姆的祖母，在《The Golden Years》登場，住在佛羅里達。故事開始時她認為金姆所謂的「拯救世界」只是青少年遊戲，而且只單方面對金姆傳達自己要求就把助聽器「關掉」不聽其辯解。她不喜歡金姆穿中空裝，即使在溫暖的佛羅里達也把毛衣套在她身上。
她曾在少林寺學習功夫，也是一名女飛行家，還是海軍基本水下爆破課程的第一位結訓女性，擁有不亞於金姆的戰鬥能力。原本金姆因為她的保護過度而與她的關係不好，直到她被杜肯控制並知道了她的經歷後才獲得改善，也成為切磋武藝的對手。
在完結篇《Graduation》出席了金姆畢業典禮，並在外星人入侵地球時把精神崩潰的巴金帶離現場，免得大家被恐慌的情緒感染。
真人電影中中期應金姆要求教導她武術長棍，片尾偕同金姆和衝不停進行最終決戰。
- 喬絲（Jocelyn "Joss" Possible）　配音：Tara Strong

金姆的堂妹，非常崇拜金姆，房間裡貼滿金姆的照片與剪報，穿著與金姆任務裝一樣的衣服，對金姆的每次行動瞭若指掌，也知道偉德與皮皮，唯獨不識衝不停。在與金姆一家人合作趕跑杜肯後，改變喜好崇拜衝不停，她認為衝不停即使害怕許多事物也從不畏懼與姆打擊犯罪，才是真正的英雄。
- 史林[31]（"Slim" Possible）

登場於《Showdown at the Crooked D》，金姆大伯、帕博士哥哥、喬絲父親，喜歡稱帕博士為「矮個兒」（squirt）。在蒙大拿經營牧場，穿著與言行都像牛仔。與帕博士一樣是個科技人，使用人造衛星監控牧場、發明機器馬。
在第四季《Graduation》和帕博士一起打高爾夫的時候，看到高爾夫球場的地面有奇怪圖案。後來也到金姆家拜訪。
金姆家的牆上掛著大部分親人的照片，他是少數在劇情中不曾出現照片掛在牆上的親人角色。
- 瓊

拉瑞母親，出現在第四季《Larry's Birthday》。當她聽到拉瑞不見的消息，表現強烈的不安。後來和帕博士一起在路上尋人時遇到金姆和衝不停，並在隨後被帶到共同基地。看到拉瑞與瘋狂博士衝突的場面而暈厥。最後相信發生的事都是為拉瑞準備的生日派對，並表示以後拉瑞的生日派對都交給金姆辦。

### 衝不停家
- 衝不停先生（Mr. Stoppable）　配音：Elliott Gould

衝不停的父親，精算師。對有毛動物過敏，在衝不停選擇無毛寵物皮皮後看了也說不錯。在第四季《Odds Man In》的年度精算師頒獎典禮會場對衝不停解釋自己工作的性質。後來衝不停因為發現生活中到處都有危險的可能性而把自己關在安全室，他提醒衝不停有的事是值得冒險的。《Mathter and Fervent》中希望成為衝不停的報告中選擇的英雄人物去參加搜救隊以及在消防隊當志工將自己弄得相當狼狽，後來是因為展現精算能力幫助金姆擊敗數學怪而成為衝不停選中的英雄。
- 衝不停太太（Mrs. Stoppable）　配音：Andrea Martin

衝不停的母親。
- 漢娜衝不停（Hana Stoppable）　配音：Grey DeLisle

衝不停家在第四季《Big Bother》領養的日本裔女嬰，名字是日語「花」之意。衝不停原本將她視為入侵者，後來逐漸喜歡她而真心接受她為自己的妹妹。金姆與衝不停在照顧她時發現她擁有異於常人的能力，最終發現她來自山內高中，領養一事也是山內的校長做的安排。
在第四季《Big Bother》猴拳爵士尋找終極武器的時候，曾經讀到「愛心將會讓武器更有力量」和「用好運就能取得武器」的相關文字，但是沒能解出真正含意。在《Oh No! Yono!》揭露終極武器就是漢娜本身。

## 梅爾敦高中

### 學生
見麻辣女孩與伴。
見麻辣女孩與伴。
- 邦妮羅克威（Bonnie Rockwaller）　配音：Kirsten Storms／台灣：謝佼娟、香港：譚錦萌

啦啦隊隊員，個性高傲，金姆的死對頭。在啦啦隊內一直試圖奪取金姆的地位，甚至在金姆當初申請加入啦啦隊的時候就曾經刁難。
對衝不停相當不友善，除非有特殊原因。和布瑞克分分合合，但是在大部分劇情與布瑞克交往。在第四季《Homecoming Upset》因為布瑞克和她分手，曾經纏上衝不停，最後和嗆辣小蕃薯交往。
- 莫妮卡（Monique）　配音：Raven-Symoné／台灣：鄭仁君、香港：林碧芝

金姆的好友，在第一季《Pain King vs. Cleopatra》因為轉學到梅爾敦高中而在香蕉俱樂部與金姆認識，並且由於同樣對埃及豔后展的興趣成為好友。這種情況曾經引起衝不停相當的憂慮，擔心自己和金姆的關係因此疏遠。不過最後發現莫妮卡和他一樣都對摔角比賽有興趣，也喜歡在布諾小吃大吃，後來三人成為以金姆為中心的好友。
在《A Sitch in Time》因為衝不停搬到挪威，為了讓金姆心情好一點，刻意模仿衝不停吃東西的模樣。後來被金姆用「puppy dog pout」強迫暫代衝不停的位置與金姆出任務。
在第三季的《So the Drama》曾經問金姆是否考慮找衝不停參加結業舞會，最後因為金姆和衝不停終於在一起而感到欣慰。第四季的《The Big Job》金姆為了衝不停總是以折價券支付約會花費而苦惱，莫妮卡介紹金姆進入香蕉俱樂部打工，藉此暗示衝不停也該去工作賺錢。在《Fashion Victim》宣佈成為香蕉俱樂部的副理，有權觀看可可香蕉最新設計，但是受到保密條款限制不得洩露。因為凱米莉的關係一度誤會金姆偷走新設計，知道真相後堅持在衝不停無法抽身的情況下參與金姆的任務。
- 喬許曼基（Joshua Wendell Mankey, Josh Mankey）　配音：Breckin Meyer（《Crush》）、A.J. Trauth（其它集數）

金姆在第一、二季中的心儀對象，曾經和金姆約會。衝不停以他的姓和「猴子」相近，不贊成金姆和他交往。會畫畫、玩樂團，是學校裡的紅人。第三季和塔拉交往。
- 布瑞克佛萊格[36]（Brick Flagg）　配音：Rider Strong

梅爾敦高中的美式足球隊四分衛，比金姆等人大一個年級。曾經因為關於金姆喜歡他的誤傳向金姆提出約會，金姆為了不影響他的心情導致球隊表現不佳而不敢拒絕。後來被辣妹琳恩綁架，並且在最後因為誤會和金姆「分手」。
雖然和邦妮分分合合，在大部分劇情以邦妮為交往對象。雖然在運動能力有相當表現，在思想層次上被認為膚淺而且有輕浮的言行，但也被認為因此才能與邦妮搭配。
第四季的《Ill Suited》因為畢業，在球隊四分衛的位置被空出來。《Homecoming Upset》劇情透露與邦妮分手，之後被得知是在上大學以後想法和之前不一樣了。
- 艾美莉（Amelia）　配音：Carly Pope

衝不停的學姐，在劇情上的表現常反應衝不停因某些因素成名時的人際關係。在第一季《The New Ron》被換了新髮型的衝不停吸引。最後衝不停因故回到原來的髮型試著用內涵吸引她，被她拋在一邊。在《All the News》衝不停因為製造金姆喜歡布瑞克的新聞而成名，她在自助餐廳邀請衝不停參加聚會。第二季《Ron Millionaire》衝不停在走廊上炫耀財富的時候出現，衝不停給她一張紙鈔。
- 塔拉[40]（Tara）　配音：Tara Strong

啦啦隊成員，金色波浪狀卷髮，在第一季《Sink or Swim》首度在劇情顯示名字。大家被困在鬼哭神嚎營的時候，對衝不停的行動感興趣。第三季《Emotion Sickness》和喬許曼基交往，衝不停被金姆告知塔拉曾喜歡他的時候感到懊惱。在《So the Drama》邦妮提到塔拉要和籃球明星傑森摩根一起參加舞會。
- 西塔（Zita Flores）　配音：Nika Futterman

在第二季《Grudge Match》以電影售票員的身分初登場，衝不停為了與她攀談不斷重複排隊，把所有電影票都買光了還是沒聊上幾句話；最後一次去時發現她休假，失望地走進電影院卻意外發現她坐在鄰座。在《Virtu-Ron》衝不停發現她是線上遊戲「永生王國」的玩家而假裝自己也是，後來在陷入被鬼魔王困住的危機時承認自己其實沒玩過。在第四季《Graduation》和菲力克在一起。
- 菲力克蘭頓（Felix Renton）　配音：Jason Marsden

在第二季《Motor Ed》初登場的角色，以配備高科技的輪椅行動。金姆第一次見到他因為顧慮他的狀況和普通人不一樣而在對他的言行上多慮，反而造成自己感到進退失據的窘境。衝不停毫不在意以對待普通人的方式和他互動一開始讓金姆覺得不妥，後來劇情進展顯示衝不停和他之間反而能自在相處。
在第三季《Steal Wheels》車神艾迪曾經和杜肯合作搶走他的高科技輪椅，後來金姆和衝不停與他一起行動並幫他搶回輪椅。
在第四季《Graduation》與西塔在一起。
- 潔西卡（Jessica）

啦啦隊成員，金色直髮。在第三季《So the Drama》邦妮提到她要和棒球隊長史帝夫卡利參加舞會。
- 霍普（Hope）

啦啦隊成員，黑色直髮，膚色較深。在第三季《Steal Wheels》首度被提到名字。金姆週五因為原本和她一起過的衝不停去陪菲力克而沒事可做，和其他啦啦隊一起被金姆找出來。但是她應該是在禁足中。
- 雷吉（Ron Reiger）[41]

男性。橙色卷髮，戴一頂綠色鴨舌帽，臉上有雀斑，擅長電腦。由於名字中有「Ron」，有時候和衝不停之間會混淆。在《Homecoming Upset》學校透過他設計的系統為國王與王后的票選結果開票，但是他與邦妮早有勾結，讓邦妮當選王后。在《Graduation》金姆在典禮會場的位子上想要叫衝不停，一直被他誤以為在叫他。典禮要結束時，吉姆和提姆誤擊他的學士帽，晚上他與吉姆和提姆在沙灘又意外毀了巴金正在擦拭的車。

### 教職員
- 史提夫巴金（Steven Barkin）　配音：Patrick Warburton 、香港：葉振聲

金姆等人的老師，也是學校美式足球隊的教練。經常在其他老師因故無法上課時成為代課老師，校內各項活動也常由他主持，出現頻率之高彷彿全校唯一的老師。軍校出身，對學生相當嚴格。對衝不停不友善，經常為了小事刁難。衝不停到史馬帝超市打工時，發現他竟然在那裡的家用品部上班。他表示學校的工作只是為了養家，超市的工作才是他的熱情。
在第四季《Cap'n Drakken》校外教學的時候他沒有跟去，但是在目的地18世紀小鎮出現他的父親法蘭克福巴金，和他一樣身兼數職。
- 威老師（Ms. Whisp）　配音：Mindy Cohn

登場於第二季《Naked Genius》，衝不停的數學老師。原本衝不停修她的課作業總是不及格。皮皮被太陽神計畫的機器暫時轉變成天才幫衝不停完成作業，她看了衝不停的作業認為是作弊仍然批不及格。後來衝不停靠皮皮的幫助假裝自己在黑板上解開一道難題，造成威老師以為衝不停真的是天才。
- 海契小姐（Miss Hatchet）　配音：April Winchell

梅爾敦高中的圖書館員，有一套海契編排系統。在第三季《Overdue》因為金姆未如期歸還借走的書而把她扣留在圖書館裡幫忙整理書籍，而且在抓到金姆使用通訊器後加重金姆的工作量。最後衝不停趕到要將《乳酪的簡史》放回書架讓她放金姆離開，卻誤放從猴拳爵士那裡取得的《古文經》。在金姆和衝不停離開圖書館後，《古文經》力量發動並傳來海契的叫聲。

## 布諾小吃
- 耐德（Ned）　配音：Eddie Deezen

耐德是布諾小吃第582分店的經理，也是金姆和衝不停拜訪時會遇到在劇情中有名字的角色之一。當反派入侵布諾小吃的時候，可以看到他在櫃台後面避難。
他的經裡位置曾經兩度被取代。一次是在第一季《Bueno Nacho》金姆和衝不停在布諾小吃打工，衝不停取代他成為經理。另一次在第三季《So the Drama》，杜肯掌握布諾小吃並且用拉斯取代他。
耐德在第三季《So the Drama》曾經試圖警告衝不停發生在布諾小吃的一切都不對勁，並且用辣醬寫下「EVIL」的訊息給衝不停。但是衝不停沒有注意到。
在《Larry's Birthday》揭露也是角色扮演的玩家之一。